# Fordilla
Fordilla е изкопаем род ранни двучерупчести мекотели и е един от двата рода на изчезналото вече семейство Fordillidae. Представители на рода са открити в седименти от ранен камбрий в Северна Америка, Гренландия, Среден Изток и Азия.